# Torfbahn Rudsensk–Sjarhejewitschy
| Torfbahn Rudsensk–Sjarhejewitschy Рудзенск–Сяргеевічы                          | Torfbahn Rudsensk–Sjarhejewitschy Рудзенск–Сяргеевічы |
| ------------------------------------------------------------------------------ | ----------------------------------------------------- |
| Weiche der Torfbahn Rudsensk–Sjarhejewitschy, 2006 Entgleister Torfwagen, 2006 |                                                       |
| Streckenverlauf, 2023                                                          |                                                       |
| Streckenlänge:                                                                 | ca. 40 km                                             |
| Spurweite:                                                                     | 750 mm (Schmalspur)                                   |
|                                                                                |                                                       |

Die Torfbahn Rudsensk–Sjarhejewitschy (belarussisch вузкакалейная чыгунка Рудзенск – Сяргеевічы) ist eine der längsten Schmalspurbahnen in Belarus.

## Geschichte
Die etwa 40 km lange Torfbahn mit einer Spurweite von 750 mm verbindet die städtischen Siedlungen Rudzensk und Praudsinski (Праўдзінскі) im Rajon Puchawitschy in der Oblast Minsk mit Torfstichen. Sie wurde bereits vor 1929 vom Torfbrikettwerk Sjarhejewizkaje (Сяргеевіцкае), einer Niederlassung der Mingas (УП Мингаз), gebaut und betrieben. In der Zeit seiner größten Ausdehnung hatte das Torfbahn-Netzwerk eine Länge von etwa 90 km und war mit der Torfbahn des Torfwerks Slutsk verbunden. Die Verbindungsstrecke wurde in den 1970er Jahren abgebaut.
Bis 1944 gab es im Gebiet der Dörfer Wezjarewitschy (Вецярэвічы) und Kabylitschy (Кабылічы), heute Pzitschanskaja (Пцічанская), im Rajon Puchawitschy eine nach Süden führende Strecke. Zweigstrecken, die zu ausgebeuteten Torfstichen führten, wurden nach und nach beseitigt. Gleichzeitig wurden bereits in den 2000er Jahren neue Streckenabschnitte zu weiteren Mooren gebaut.

## Aktueller Zustand (Stand 2023)
Das von der Schmalspurbahn bediente Torfwerk befindet sich in Praudsinski, wo der sogenannte Hauptbahnhof (Цэнтральная) und das Depot betrieben werden.
Eine Strecke verbindet das Zentrum des Schmalspurnetzes mit dem Bahnhof Perahrusatschnaja (Перагрузачная) in Rudzensk, wo die Torfprodukte am Bahnhof Rudzensk an der Bahnstrecke Minsk-Assipowitschy auf die Breitspurbahn umgeladen werden können. Inzwischen erfolgt die Vermarktung von Torfprodukten jedoch hauptsächlich über den Straßenverkehr.
Zwei weitere Zweigstrecken der Schmalspurbahn führen zur Station Akuninawa (Акунінава) in der Nähe des Dorfes Prystan (Прыстань) sowie zu den Stationen Halyschouka, Walassatsch und Kalodsina (Галышоўка, Валасач und Калодзіна). Ein erheblicher Teil des Netzes, einschließlich der Strecke vom Bahnhof Walassatsch (Валасач) zum Hreschtschyna-Moor (балота Грэшчына), wird nicht mehr genutzt.
Auf der Torfbahn werden Diesellokomotiven der SŽD-Baureihen TU6A und TU8 eingesetzt.